# Taça CERS de 1984–85
A Taça CERS de 1984-85 foi a 5.ª edição desta competição.
Os italianos do Hockey Novara venceram o troféu pela 1.ª vez, derrotando os espanhóis do Cerdanyola CH na final.

## Equipas participantes
| Equipas            | Equipas       | Equipas         | Equipas           |
| ------------------ | ------------- | --------------- | ----------------- |
| Juventude de Viana | SL Benfica    | AD Sanjoanense  | CP Voltregà       |
| Cerdanyola CH      | Hockey Novara | Amatori Lodi    | Sporting Fontenay |
| ASTA Nantes        | RSC Darmstadt | GRSC M'gladbach | Villeneuve HC     |

## Jogos

### 1.ª Eliminatória
| Equipa 1          | Total | Equipa 2           | 1.ª Mão | 2.ª Mão |
| ----------------- | ----- | ------------------ | ------- | ------- |
| SL Benfica        | 23-11 | Amatori Lodi       | 9-3     | 14-8    |
| Cerdanyola CH     | 22-8  | Villeneuve HC      | 15-4    | 7-4     |
| AD Sanjoanense    | 12-7  | GRSC M'gladbach    | 7-3     | 5-4     |
| Sporting Fontenay | 5-16  | Juventude de Viana | 1-7     | 4-9     |

#### Esquema final
|  | Quartos-de-final | Quartos-de-final   | Quartos-de-final | Quartos-de-final |               |               | Meias-finais | Meias-finais | Meias-finais |  |               | Final | Final | Final |
|  |                  |                    |                  |                  |               |               |              |              |              |  |               |       |       |       |
|  | 1                | AD Sanjoanense     | 2                | 3                |               |               |              |              |              |  |               |       |       |       |
|  | 8                | Cerdanyola CH      | 3                | 4                |               |               |              |              |              |  |               |       |       |       |
|  | 8                | Cerdanyola CH      | 3                | 4                |               | Cerdanyola CH | 10           | 1            |              |  |               |       |       |       |
|  |                  |                    |                  |                  |               | Cerdanyola CH | 10           | 1            |              |  |               |       |       |       |
|  |                  | Juventude de Viana | 3                | 4                |               |               |              |              |              |  |               |       |       |       |
|  | 4                | Juventude de Viana | 3                | 4                | ASTA Nantes   | 2             | 3            |              |              |  |               |       |       |       |
|  | 4                |                    |                  |                  | ASTA Nantes   | 2             | 3            |              |              |  |               |       |       |       |
|  | 5                | Juventude de Viana | 10               | 17               |               |               |              |              |              |  |               |       |       |       |
|  | 5                | Juventude de Viana | 10               | 17               |               |               |              |              |              |  | Cerdanyola CH | 4     | 4     |       |
|  |                  |                    |                  |                  |               |               |              |              |              |  | Cerdanyola CH | 4     | 4     |       |
|  |                  | Hockey Novara      | 4                | 7                |               |               |              |              |              |  |               |       |       |       |
|  | 3                | Hockey Novara      | 4                | 7                | SL Benfica    | 10            | 4            |              |              |  |               |       |       |       |
|  | 3                |                    |                  |                  | SL Benfica    | 10            | 4            |              |              |  |               |       |       |       |
|  | 6                | CP Voltregà        | 4                | 11               |               |               |              |              |              |  |               |       |       |       |
|  | 6                | CP Voltregà        | 4                | 11               |               | CP Voltregà   | 7            | 6            |              |  |               |       |       |       |
|  |                  |                    |                  |                  |               | CP Voltregà   | 7            | 6            |              |  |               |       |       |       |
|  |                  | Hockey Novara      | 10               | 9                |               |               |              |              |              |  |               |       |       |       |
|  | 2                | Hockey Novara      | 10               | 9                | Hockey Novara | 15            | 8            |              |              |  |               |       |       |       |
|  | 2                |                    |                  |                  | Hockey Novara | 15            | 8            |              |              |  |               |       |       |       |
|  | 7                | RSC Darmstadt      | 5                | 2                |               |               |              |              |              |  |               |       |       |       |
|  | 7                | RSC Darmstadt      | 5                | 2                |               |               |              |              |              |  |               |       |       |       |

### Quartos-de-final
| Equipa 1       | Total | Equipa 2           | 1.ª Mão | 2.ª Mão |
| -------------- | ----- | ------------------ | ------- | ------- |
| AD Sanjoanense | 5-7   | Cerdanyola CH      | 2-3     | 3-4     |
| ASTA Nantes    | 5-27  | Juventude de Viana | 2-10    | 3-17    |
| SL Benfica     | 14-15 | CP Voltregà        | 10-4    | 4-11    |
| Hockey Novara  | 23-7  | RSC Darmstadt      | 15-5    | 8-2     |

### Meias-finais
| Equipa 1      | Total | Equipa 2           | 1.ª Mão | 2.ª Mão |
| ------------- | ----- | ------------------ | ------- | ------- |
| Cerdanyola CH | 11-7  | Juventude de Viana | 10-3    | 1-4     |
| CP Voltregà   | 13-19 | Hockey Novara      | 7-10    | 6-9     |

### Final
| Equipa 1      | Total | Equipa 2      | 1.ª Mão | 2.ª Mão |
| ------------- | ----- | ------------- | ------- | ------- |
| Cerdanyola CH | 8-11  | Hockey Novara | 4-4     | 4-7     |

| Vencedor da Taça CERS - 1984/85 |
| ------------------------------- |
|                                 |
| Hockey Novara (1.º título)      |